# 谢汝煊
谢汝煊（1940年11月—），男，广东澄海人，中华人民共和国政治人物，曾任中共南宁市委副书记，南宁市人民政府市长，第八届全国人大代表。